# Цитадела (Гоцо)
Цитадела (малт. Iċ-Ċittadella), такође позната као Кастело (малт. Il-Kastell),  је цитадела у Викторији на острву Гоцо, Малта. Област је била насељена још од бронзаног доба, а верује се да је место које сада заузима Цитадела била акропољ пунско - римског града Гаулоса или Glauconis Civitas.
Током средњег века, акропољ је претворен у замак који је служио као уточиште за становништво Гоцоа. Предграђе је почело да се развија изван његових зидина у 15. веку, а ово подручје сада чини историјско језгро Викторије. Одбрана замка је застарела до 16. века, а 1551. године османске снаге су напале Гоцо и опљачкале Цитаделу.
Велика реконструкција јужних зидова Цитаделе је предузета између 1599. и 1622. године, претварајући је у барутну тврђаву. Северни зидови су остали нетакнути, а данас су и даље углавном у средњовековном облику. Нова утврђења су била критикована у каснијим деценијама, а планови за рушење целе цитаделе више пута су прављени у 17. и 18. веку, али никада нису спроведени.
Цитадела је накратко била изложена борбама током француске инвазије и каснијег устанка 1798. године; у оба случаја тврђава се предала без веће борбе. Остала је војни објекат све док га Британци нису деактивирали 1. априла 1868.
Цитадела садржи цркве и друге историјске грађевине, укључујући и катедралу Успења, која је саграђена између 1697. и 1711. године на месту раније цркве. Цитадела је од 1998. године уврштена на привремену листу УНЕСКО-ве светске баштине Малте.

## Историја

### Праисторија и антика
Иако постоје само ограничени докази о остацима неолита у Цитадели или Викторији, вероватно је да је ово подручје било насељено још од каменог доба, с обзиром на његову величину и стратешки положај. Керамика откривена унутар Цитаделе сугерише да је то подручје било насеље у праисторији. Археолошки остаци, као што је грнчарија, показују да је локација Цитаделе дефинитивно била насељена током бронзаног доба, у фазама Тарксиен гробља и Борг ин-Надур малтешке праисторије. Силоси из бронзаног доба откривени су изван Цитаделе у 19. веку, што сугерише да је у том периоду насеље било веће од данашње цитаделе. 
Подручје Викторије је остало главно насеље на Гоцу током феничанског и римског периода, и постало је насеље познато као Гаулос или Glauconis Civitas. Град се састојао од акропоља на месту Цитаделе и утврђеног града у области коју сада заузима део Викторије. Каже се да је храм посвећен Јунони стајао на месту које сада заузима катедрала. Сачувало се неколико натписа и архитектонских фрагмената из Гаулоса,   укључујући латински натпис из 2. века нове ере на блоку кречњака који је поново коришћен у главној капији Цитаделе. 
Откривени су остаци зидова који су могли чинити део пунско-римских утврђења Гаулоса. Године 1969. откривени су трагови масивних зидова током грађевинских радова у улици Main Gate (малт. Triq Putirjal), јужно од Цитаделе.  Још неки остаци откривени су у близини Цитаделе током археолошког ископавања 2017.

### Средњовековни период
Током средњег века, римски град је напуштен, а акропољ је претворен у замак. Прво спомињање каструма Гоцо датира из 1241. Ђеновљани су га опљачкали 1274. године, а извештај о његовим утврђењима наручен је две године касније. У том тренутку, једна трећина становништва Гоца је живела у Цитадели или око ње, а становници острва су морали да проведу ноћ у цитадели. Крајем 13. века у Цитадели су били смештени племићи са Сицилије и континенталне Италије који су представљали грофа од Малте. Цитадела је средином 14. века названа terra, а административни савет познат као Università основан је 1350.  У једном тестаменту из 1299. звао се castri Gaudisii.
Временом је Цитадела постала премала за растућу популацију, а до 15. века почело је да се развија предграђе Рабат на месту римског града.  Ово насеље је било окружено зидом са три капије познатим као Putirjal, Bieb il-Għajn и Bieb il-Għarb.  У том тренутку Малтом и Гоцом је владала круна Арагона, а утврђења Цитаделе су ојачана. Из овог периода потичу и најстарији сачувани делови зидина.

### Владавина хоспиталаца
Цар Карло V предао је Малту и Гоцо Реду Светог Јована 1530. године. Ред је био у стању непрекидног рата против Османског царства, које га је протерало из његове претходне базе на Родосу 1522. У то време Цитадела је још увек била средњовековни замак и пружала је уточиште Гоцитанцима током напада Османлија или Бербера. Највећи напад на Цитаделу догодио се у јулу 1551. године, када су велике османске снаге, предвођене адмиралом Синан-пашом, напале Гоцо и опколиле Цитаделу. Гувернер Гелатиан де Сеса је понудио услове за предају, али су они одбијени и замак је пао у року од неколико дана. Замак је тада опљачкан, а већина од 6.000 Гоцитанаца, који су се ту склонили, одведени су као робови. Напад је оставио замак у рушевинама, али је убрзо обновљен, иако у почетку није било напора да се модернизује.
Цитадела је била неоштећена током Велике опсаде Малте 1565. године. Иако је било предлога да се замак сруши и да се његови становници евакуишу на Сицилију, замак је имао важну улогу током опсаде, јер је одржавао комуникацијску везу између опкољеног Биргуа и хришћанских бродова, а такође је извештавао Ред о отоманским покретима.  Након опсаде, велики мајстор Жан де ла Валет и војни инжењер Франческо Лапарели посетили су Цитаделу како би је модернизовали, али ништа се није реализовало пошто је у то време Ред био заузет изградњом своје нове престонице Валете на копну Малте. Цитаделу су поново напали корсари 1583. 
Године 1599. започела је велика реконструкција Цитаделе, према нацртима војног инжењера Ђованија Риналдинија и под управом Виторија Касара. Јужне зидине града су потпуно обновљене као утврђене зидине са једним бастионом и два полу-бастиона повезана зидовима, заједно са два унутрашња бастиона - кавалира, ровом и помоћним објектима. Делове северних зидина такође су обновили хоспиталци, иако су задржали средњовековни облик. Зидови који окружују предграђе Рабат вероватно су у том тренутку срушени. Реконструкција по Риналдинијевим и Касаровим нацртима завршена је око 1622. 
Становништво Гоцоа остајало је унутар зидина Цитаделе између сумрака и зоре све док овај полицијски час није укинут 15. априла 1637. Замак је остао једино утврђено уточиште од напада за становнике острва све док није изграђена тврђава Шамбре средином 18. века.
Убрзо након што је реконструкција завршена, одбрана Цитаделе је поново била критикована. 1640-их година направљени су планови за рушење цитаделе и изградњу нове тврђаве у Марсалфорну, али рушење никада није обављено. Инжењер Антонио Маурицио Валперга је предложио да се обнови зид око предграђа и додатно ојача Цитадела, али за овај предлог није било средстава. 
Почетком 18. века Цитадела је преузела улогу тврђаве, са значајним делом њених кућа које су пропале или су биле у лошем стању. Напад на Гоцо догодио се 1708. године, а 1715. је инжењер Луј Франсоа д'Обиње де Тиње дао исте предлоге као Валперга, али недостатак средстава је спречио извођење било каквих радова. 

### Француска окупација и британска владавина
Дана 10. јуна 1798. године, Французи су извршили инвазију на Малтешка острва. Трупе предвођене Жаном Ренијером искрцале су се у близини Рамле у раним поподневним сатима, а део 95. полубригаде је кренуо ка Цитадели. Тврђава је издржала неко време, али је до ноћи пала у руке освајача. Инвазију је пратила француска војна окупација, али је у року од три месеца незадовољство становништва довело до побуне на главном острву Малте. Гоцитанци су се побунили 3. септембра, а француски гарнизон се повукао у Цитаделу, све док нису капитулирали 28. октобра након преговора. Дан касније, Британци су пренели контролу над Цитаделом на Гоцитанце, који су успоставили привремену владу коју је предводио Саверио Касар и накратко управљали острвом као независном државом La Nazione Gozitana.
Када је аквадукт Гоцо изграђен између 1839. и 1843. године, у јарку Цитаделе изграђен је резервоар за воду. У близини резервоара изграђен је и комеморативни обелиск. Пут који води од it-Tokk-а до Цитаделе изграђен је 1854. године, омогућавајући лакши приступ утврђеном граду.  Краљевски малтешки пук је преместио своје седиште на Гоцоу из Цитаделе у Форт Шамбре 1856. године, а утврђења Цитаделе су Британци повукли из употребе 1. априла 1868. Утврђења Цитаделе и порушене зграде у граду уврштене су на Листу антиквитета 1925. Током Другог светског рата, склоништа од ваздушних напада ископана су испод бастиона Цитаделе.

### Новија историја
Утврђења Цитаделе, укључујући део средњовековне ограде, су нетакнута. Јужни део града, где се налазе катедрала и други објекти, је у добром стању, али су зграде у северном делу већим делом у рушевинама. Већина ових рушевина датира из средњег века и садрже археолошке наслаге. Од 1998. године, цитадела је укључена на привремену листу УНЕСКО-ве Светске баштине.
Године 2006. направљени су први планови за обнову Цитаделе, као део пројекта који је укључивао и рестаурацију утврђења Валете, Биргуа и Мдине на копненој Малти. Обнова Цитаделе се састојала од два пројекта који су суфинансирани из Европског фонда за регионални развој. Први је био усмерен на стабилизацију и консолидацију утврђења и темељних стена које леже у њима, а започет је 2008. Овај пројекат је предузела Јединица за рестаурацију и коштао је око 7 милиона евра.
Други пројекат је предузело Министарство за Гоцо између 2014. и 2016. године по цени од 14 милиона евра. Фасаде главних зграда у Цитадели су обновљене, док је рушевине преузела влада и очишћене су и консолидоване. Трг и улице су поплочане, а јарак је саниран као простор за одмор. Продор у бастионима је затворен вратима, а предузете су мере приступачности и безбедности. Резервоар из 19. века у јарку је такође претворен у центар за посетиоце. Обновљена Цитадела је свечано отворена 30. јуна 2016. Центар за посетиоце Цитадела освојио је више домаћих и међународних награда од свог отварања.
Током рестаурације откривени су различити архитектонски елементи и археолошки остаци. Мала грађевина која се састоји од два сета камена у кружним распоредима откривена је на Катедралном тргу у децембру 2014. Њена старост и намена су непознати. Силоси из бронзаног доба су такође поново откривени. Током рестаураторских радова поново су откривени и делови утврђења Хоспиталаца који су били заклоњени британским интервенцијама средином 19. века. То укључује рампу са покретним мостом који је служио као првобитни улаз у тврђаву, и луку - пристаниште у боку бастиона Светог Михаила. Археолошка открића су уграђена у коначни дизајн пројекта.

## Архитектура
Цитадела је изграђена на рту са погледом на данашњи град Викторију. Ова локација је првобитно одабрана јер је то природно одбрамбено брдо, доминира околним сеоским крајевима и има поглед на велике делове обале.

### Утврђења
Утврђења Цитаделе се састоје од полукружне линије утврђења на северном крају града и бастиона повезаних заједно са зидовима на југу. Северни зидови су изграђени на ободу природног платоа, па су били тешки за нападање. Првобитно су изграђени у 15. веку, иако су велике делове зидова обновили хоспиталци или су обновљени у модерно доба. Северни зидови обухватају остатке срушене средњовековне зидне куле, блокирани излаз за луку, осматрачницу и неке зазидане прозоре. Зидане оплате су изграђене у удубљењима унутар литице испод северних зидова.
Јужни периметар града састоји се од зида бастиона из 17. века који су саградили хоспиталци. На крајњем јужном крају града изграђен је велики бастион у облику врха стреле, познат као бастион Светог Михаила, док се два полубастиона – полубастион Светог Мартина и полубастион Светог Јована – налазе на западном и источном крају града. Стражарске куле са равним кровом су изграђене на истуреном делу сваког полубастиона. Бастион Светог Михаила је такође имао стражарску кулу али ју је 1858. године заменила кула са сатом. Мали магацин за барут се налази на споју између полубастиона Светог Јована и средњовековног зида.
Бастиони су међусобно повезани зидовима (завесе). Она између полубастиона Светог Мартина и бастиона Светог Михаила садржи Главну капију, модеран лучни отвор и кулу са сатом. Зид између бастиона Светог Михаила и полубастиона Светог Јована познат је као Завеса Светог Филипа , а његов горњи део садржи отворе налик прорезима који се отварају у низ магацина који се данас користе као занатске радње. Ове просторије подржавају шеталиште дуж бедема.
Кавалири су такође изграђени близу сваког полубастиона. Кавалир Светог Мартина се налази између средњовековног зида и полубастиона Светог Мартина и само је делимично нетакнут, јер су му горњи делови срушени. Кавалир Светог Јована, који се налази у близини полубастиона Светог Јована и задњег дела катедрале, завршен је 1614. године. На његовом крову је 1701. године изграђена самостојећа соба за складиштење барута.
Петоугаона артиљеријска батерија је смештена испод зидина на најисточнијем крају тврђаве, близу полубастиона Светог Јована. Јужни обод Цитаделе је окружен јарком, који се првобитно простирао од полубастиона Светог Мартина до батерије, али сада почиње од Бастиона Светог Михаила због измена из 19. века. Пут са једним проширењем пролази дуж рова. Стрма гласија се налазила изван наткривеног пута, али је она разграђена. Мали троугласти равелин стоји близу улаза у град, али је изгубио већину своје оригиналне камене конструкције и претворен је у башту, изгубивши притом своју препознатљивост као део тврђаве.

### Цркве
Једна од главних знаменитости у Цитадели је Катедрала Успења Господњег, која је седиште римокатоличке бискупије Гоцо. Према предању, налази се на месту римског храма посвећеног Јунони, који је на крају претворен у хришћанску цркву посвећену Девици Марији. Верује се да је катедрала уништена након што су малтешка острва пала под владавину Арапа. Друга црква је саграђена у средњем веку, а први помени парохијске цркве у Цитадели датирају из 13. века. Ова црква је проширена у 15. и 16. веку, а оштећена је у нападу 1551. године, иако је поправљена за неколико година. Зграда је оштећена током земљотреса на Сицилији 1693. године, а затим је срушена да би се направио простор за садашњу грађевину, која је барокна зграда изграђена између 1697. и 1711. године по нацрту Лоренца Гафе, малтешког архитекте који је такође изградио Катедралу Мдине на копну Малте. Током изградње пронађени су опсежни остаци римског храма, а неки остаци из овог доба још увек опстају испод катедрале. Црква је постала катедрала оснивањем епархије Гоцо 1864. године. Данас је зграда најпознатија по изузетној Trompe-l'œil (илузији) на њеној таваници, која приказује унутрашњост куполе која никада није изграђена. Ово је насликао сицилијански уметник Антонио Мануеле. У малој згради иза катедрале налази се Музеј катедрале.
Унутар Цитаделе налазе се и две капеле. Капела Светог Јосифа, позната као ta' fuq is-sur („на бастионима“), првобитно је изграђена око 11. века, а посвећена је Светом Николи. Садашња зграда је саграђена 1625. године, вероватно по нацрту Виторија Касара, и можда садржи делове првобитне капеле.
Друга капела је посвећена Светој Варвари, а позната је као „у зидинама“. На њеном месту је првобитно била капела посвећена Јовану Крститељу, али је она обесвећена 1575. Локалитет је 1598. године дат Братству Свете Варваре, које је изградило постојећу капелу почетком 17. века, за време магистратуре Алофа де Вињакура и отприлике у исто време када су утврђења била реконструисана. Ова капела је припојена катедрали.
Друге капеле посвећене Архиђакону Лаврентију и нашем Спаситељу постојале су у оквиру Цитаделе током средњег века. Оне су обесвећене након посете инквизитора Пјетра Дусине 1575. године, а до данас није сачуван ниједан остатак.

### Остале зграде
На главном тргу Цитаделе, који је познат као Pjazza tal-Katidral (Трг катедрале), налазе се судови. Они су смештени у две зграде, од којих је једна била наменски изграђена као зграда суда, а друга, која је раније била Гувернерова палата, саграђена је почетком 17. века. Насупрот Гувернеровој палати налази се Владичанска палата. Поред капеле Светог Јосифа налази се стамбена палата коју је саградио бискуп Балдасар Каљарес 1620. године. Фонтана уз зид је сећање на именовање града Викторије, по тадашњој краљици Велике Британије, 10. јуна 1887.
Следеће зграде су сада отворене за јавност као музеји:
- Стари затвор, који се налази иза судова, коришћен је као затвор од 16. века до 1962. године. Садржи добро очуване затворске ћелије и друге изложбе.[74]
- Музеј природе Гоцо, који је посвећен географији, геологији и природним наукама Гоца. Налази се у оквиру групе кућа из 17. века које су понекад коришћене као гостионица.[75][76]
- Археолошки музеј Гоцо, који је посвећен историји Гоцитанаца од праисторијског до средњовековног периода,[77] налази се у оквиру куће из 17. века која је првобитно била позната као Кућа Бонди.[78]
- Историјска кућа Гран Кастело, која је посвећена фолклору Гоцитанаца. Смештена је у групи кућа из раног 16. века.[79]

Ова четири музеја води Национална агенција баштине Малте.